# Hans Bernard (Diplomat)
Hans Bernard (geboren 28. September 1892 in Rendsburg; gestorben 13. Dezember 1960) war ein deutscher Diplomat in der Zeit des Nationalsozialismus. 

## Leben
Hans Bernard besuchte in Danzig und Bromberg das Gymnasium und wurde nach dem Abitur 1911 Soldat. Während des Ersten Weltkriegs war er zeitweise in der Schweiz interniert und wurde an der Gesandtschaft in Bern beschäftigt. 1919 schied er als Hauptmann d.R. aus. Das Studium der Nationalökonomie an der Universität Berlin brach er im ersten Jahr ab. Er wurde im Oktober 1919 Geschäftsführer der Deutschen Volksräte in Hohensalza und Bromberg Land, ein Gebiet, das seit den Versailler Verträgen zur neu gegründeten Polnischen Republik gehörte, und erhielt im Juli 1920 einen Dienstvertrag des Auswärtigen Amtes als Leiter der Passstelle Bydgoszcz. Mit seiner Frau Lotte, geb. Kohnert, hatte er fünf Kinder. Bernard blieb bis 1934 in Bydgoszcz und hatte dort schließlich die Funktion eines Vizekonsuls. Zum 1. September 1930 trat Bernard der NSDAP bei (Mitgliedsnummer 297.956) und wurde „Landesgruppenleiter Polen“ der NSDAP/AO. Nach der Machtergreifung der Nationalsozialisten in Deutschland wurde er im Dezember 1934 an das Generalkonsulat Antwerpen versetzt und machte im Jahre 1935 die „Diplomatisch-Konsularische Prüfung“ für den höheren diplomatischen Dienst, womit er nun auch zum Vizekonsul befördert werden konnte. Zwischen 1936 und 1938 war er deutscher Konsul in Salzburg und wurde „Landesgruppenleiter der NSDAP/AO Österreich“ und als solcher auch vom österreichischen Außenminister Guido Schmidt am 23. Februar 1938 anerkannt. In der Organisation der NSDAP/AO unter Bohle rückte er zum Gauamtsleiter z. b. V. auf. 
Nach einer Tätigkeit als Konsul im jugoslawischen Ljubljana ab dem 28. Juni 1938 wurde er am 30. Juni 1939 als deutscher Gesandter in Bratislava bei der Regierung der Ersten Slowakischen Republik akkreditiert und war nun in die Vorbereitung des deutschen Überfalls auf Polen involviert. Am 24. August 1939 holte Bernard das diplomatische Einverständnis der slowakischen Regierung ein, das es der deutschen Wehrmacht ermöglichte, auch von slowakischem Gebiet aus zu operieren. Bernard berichtete am 17. Oktober 1939 und am 8. Mai 1940 über die zunächst zögerliche Behandlung der Judengesetzgebung durch das slowakische Regime Unmittelbar im Anschluss an die Salzburger Verhandlungen, in deren Ergebnis die Slowakei ihre Regierung nach deutschen Forderungen umbauen musste, wurde er allerdings am 1. August 1940 in Bratislava von Manfred von Killinger abgelöst, und die Verschärfung der antisemitischen Gesetze in der Slowakei wurde nun von Killinger und dem Judenreferenten Dieter Wisliceny betrieben. 
Von Ende 1940 bis Ende 1941 war Bernard Generalkonsul bei der Achsenmacht Italien in Mailand und danach bis Ende 1944 Generalkonsul in Genua. Er erlebte 1943 in Italien die Errichtung der Italienischen Sozialrepublik unter der diplomatischen Kontrolle des Generalbevollmächtigten und Botschafters Rudolf Rahn und der Polizeikontrolle des Höchsten SS- und Polizeiführers Karl Wolff. Im November 1943 wurden 300 Genueser Juden deportiert. Bernard und sein Konsul Alfred Schmidt seien für einzelne Juden eingetreten und hätten sie vor der Verfolgung oder vor der Deportation bewahrt, während der SS-Sturmbannführer Friedrich "Siegfried" Engel sich bei Repressalien den Spitznamen l boia di Genova / Schlächter von Genua erwarb. Von Anfang 1945 bis zum Kriegsende im Mai 1945 war Bernard noch als Gesandter Vertreter des Auswärtigen Amtes beim deutschen Bevollmächtigten Werner Best im besetzten Dänemark in Kopenhagen. 
Über die Internierung, seine Entnazifizierung und seine weitere Tätigkeit ist nichts bekannt.